# غريازي
غريازي (بالروسية: Грязи) هي إحدى مدن روسيا في الكيان الفدرالي الروسي ليبيتسك أوبلاست.